# باغ معیر

اندرونی شرقی باغ(بخشی از گنبد مسجد معیر در سمت چپ تصویر مشخص است).

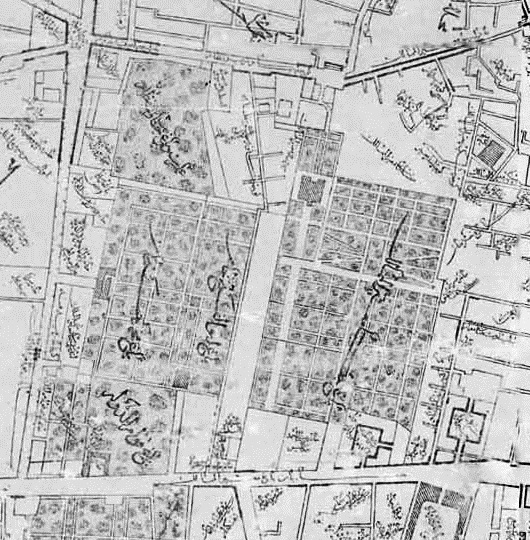
باغ معیر

باغ معیر یکی از باغ‌های معروف تهران بود که در جنوب محله سنگلج قرار داشت.
این باغ متعلق به خاندان معیرالممالک بود و به دست حسینعلی‌خان معیرالممالک آباد و احداث گردید. در دوران دوستعلی خان نظام‌الدوله و سپس پسرش دوستمحمدخان معیرالممالک به تدریج به وسعت باغ افزوده شد تا مساحت آن به سیصدهزار مترمربع رسید. این باغ در شمال از بازارچه قوام‌الدوله و بازارچه معیر شروع می‌شد و از جنوب تا خیابان مولوی امتداد می‌یافت و دارای دو اندرونی و یک بیرونی بود. دوستمحمدخان پس از ازدواج با عصمت‌الدوله دختر ناصرالدین شاه، بخش وسیعی از بخش جنوبی باغ را به بستگان همسرش (خانواده جهانبانی) بخشید تا در جوارش زندگی کنند. بعدها نیز بخشی از زمین‌های بخشی شرقی را به پسرش دوستعلی معیری واگذار کرد تا در آن خانه‌ای جداگانه بسازد و پس از ازدواج با همسرش در آنجا زندگی کند. باغ در دوره پهلوی به تدریج تفکیک شد تا آنکه آخرین ساختمان باقیمانده آن در سال ۱۳۵۰ خورشیدی از میان رفت.